# Catedral Metropolitana de Santiago
A Catedral Metropolitana de Santiago é a sede da Arquidiocese de Santiago do Chile e o principal templo católico romano no país. Localiza-se na Plaza de Armas de Santiago e forma um conjunto arquitetônico com o Palácio Arcebispal, sendo ambos considerados Monumentos Nacionais do Chile. 
Ao fundar a cidade de Santiago, Pedro de Valdivia reservou um espaço destacado na Plaza de Armas para a construção de um templo. Muitos templos precederam o que existe atualmente. O atual templo foi, na verdade, o quinto a ser construído no local. Iniciada durante o governo de Domingo Ortiz de Rozas, em 1748, foi consagrada em 1775 ainda não concluída. Em 1800, com a adesão das torres, a Catedral foi declarada oficialmente concluída.
Entre 2005 e 2006, o altar-mor e a cripta da Catedral foram restaurados. Durante as obras, foram encontrados os restos mortais de Diego Portales - umas das figuras proeminentes da formação da República chilena. 